# The 12" Collection
The 12" Collection je kompilacijski album britanskog rock sastava "Queen" objavljen 1992. godine. Na albumu se nalazi 12 singlova, odnosno remikseva pjesama koji su izdani na 12-inčnom (30 cm) formatu gramofonskih ploča.

## Popis pjesama
1. "Radio Ga Ga" (Extended Verzija)  (Taylor) - 6:53
2. "Machines (Or 'Back to Humans')" (12" Instrumental)  (Taylor - May) - 5:08
3. "I Want To Break Free" (Extended Miks) (Deacon) - 7:19
4. "It's A Hard Life" (12" Extended) (Mercury) - 5:05
5. "Hammer To Fall" (The Headbanger's Mix) (May) - 5:23
6. "Man On The Prowl" (Extended Verzija)  (Mercury) - 6:04
7. "A Kind of Magic" (Extended Verzija) (Taylor) - 6:25
8. "Pain Is So Close To Pleasure" (12" Verzija)  (Mercury - Deacon) - 6:01
9. "Breakthru" (Extended Verzija)  (Mercury - Deacon) - 5:44
10. "The Invisible Man" (12" Verzija)  (Taylor) - 5:30
11. "The Show Must Go On" (May - Mercury) - 4:34

## Pjesme
1. "Bohemian Rhapsody" (Mercury) - Singl objavljen 31. listopada 1975. Pjesma je objavljena na albumu "A Night at the Opera" iz 1975. godine.
2. "Radio Ga-Ga" (Extended Verzija)  (Taylor)  - Singl objavljen 23. siječnja 1984. Pjesma je objavljena na albumu "The Works" iz 1984. godine.
3. "Machines (Or 'Back to Humans')" (12" Instrumental)  (Taylor - May) - Pjesma je objavljena 22. travnja 1984. na "B" strani singla "I Want to Break Free", objavljena je na albumu "The Works" iz 1984. godine.
4. "I Want To Break Free" (Extended Miks) (Deacon) - Singl objavljen 22. travnja 1984. Pjesma je objavljena na albumu "The Works" iz 1984. godine.
5. "It's A Hard Life" (12" Extended) (Mercury) - Singl objavljen 16. srpnja 1984. Pjesma je objavljena na albumu "The Works" iz 1984. godine.
6. "Hammer To Fall" (The Headbanger's Mix) (May) - Singl objavljen 10. rujna 1984. Pjesma je objavljena na albumu "The Works" iz 1984. godine.
7. "Man on the Prowl" (Extended Verzija)  (Mercury) - Singl objavljen 26. studenog 1984. na "B" strani singla "Thank God It's Christmas".  Pjesma je objavljena na albumu "The Works" iz 1984. godine.
8. "A Kind of Magic" (Extended Verzija) (Taylor) - Singl objavljen 17. ožujka 1986. Pjesma je objavljena na albumu "A Kind of Magic" iz 1986. godine.
9. "Pain Is So Close To Pleasure" (12" Verzija)  (Mercury - Deacon) - Singl objavljen u kolovozu 1986. Pjesma je objavljena na albumu "A Kind of Magic" iz 1986. godine.
10. "Breakthru" (Extended Verzija)  (Mercury - Deacon) - Singl objavljen 19. lipnja 1989. Pjesma je objavljena na albumu "The Miracle" iz 1989. godine.
11. "The Invisible Man" (12" Verzija)  (Taylor) - Singl objavljen 7. kolovoza 1989. Pjesma je objavljena na albumu "The Miracle" iz 1989. godine.
12. "The Show Must Go On" (May - Mercury) - Singl objavljen 14. listopada 1991. Pjesma je objavljena na albumu "Innuendo" iz 1991. godine.